# Tretochinol
Tretochinol (łac. tretoquinolum) – wielofunkcyjny organiczny związek chemiczny z grupy katecholamin. Lek o działaniu sympatykomimetycznym, o krótkim czasie działania, działający selektywnie na receptory adrenergiczne β2.

## Zastosowanie
- skurcz oskrzeli

W 2015 roku żaden produkt leczniczy zawierający tretochinol nie był dopuszczony do obrotu w Polsce.

## Działania niepożądane
Tretochinol może powodować następujące działania niepożądane:
- obniżenie poziomu potasu w osoczu krwi
- ból w klatce piersiowej
- kołatanie serca
- wahania ciśnienia tętniczego
- ból głowy
- zawroty głowy
- dreszcze
- uderzenia gorąca
- suchość w jamie ustnej
- nudności
- utrata apetytu